# 알타입
《알타입》(R-Type, アール・タイプ)은 일본 개발사 아이렘이 제작했던 횡스크롤 진행형 슈팅 게임 시리즈이다. 1987년 아케이드용으로 출시된 《알타입》을 시작으로 오락실 및 가정용 게임기로 제작됐다.
2003년 플레이스테이션 2로 발매된 《알타입 파이널》을 마지막으로 본편 시리즈 발매가 중지됐으나, 2021년 개발사 그란젤라가 전 아이렘 개발진을 주축으로 제작한 《알타입 파이널 2》을 발매하면서 시리즈를 계속했다.

## 게임 목록

### 본편
- 《알타입》 (1987)
- 《알타입 II》 (1989)
- 《알타입 III》 (1993)
- 《알타입 델타》 (1998)
- 《알타입 파이널》 (2003)
- 《알타입 파이널 2》 (2021)

### 외전
- 《코스믹 캅》 (1991)
- 《알타입 레오》 (1992)
- 《알타입 택틱스》 (2007)
- 《알타입 택틱스 II》 (2009)